# ماري جولي بونه
ماري جولي بونه (من مواليد 17 ديسمبر 2001) هي لاعبة القفز بالزانة فرنسية. فازت بالميدالية الفضية في بطولة أوروبا لألعاب القوى تحت 20 سنة 2019 في بوراس. فاز في حدث القفز بالزانة في بطولة فرنسا المفتوحة. وتأهل لنهائي في بطولة أوروبا لألعاب القوى 2022 التي أقيمت في ميونيخ في أغسطس 2022. احتلت المركز السادس في النهائي وهو أفضل ارتفاع شخصي قدره 4.55 متر. حصلت أيضًا على الميدالية الذهبية في بطولة فرنسا تحت 23 عامًا في عام 2022،والميدالية الفضية في بطولة النخبة الفرنسية. حصلت على الميدالية الذهبية في بطولة أوروبا لألعاب القوى تحت 23 سنة 2023 في إسبو، فنلندا. قامت بتحسين رقمها الشخصي وتتجاوز مسافة 4.70 مترًا في سوتفيل في يوليو 2024.
شاركت في دورة الألعاب الأولمبية الصيفية 2024 في القفز بالزانة للسيدات وتمكن من تجاوز جولة تصفيات القفز بالزانة التي أقيمت في ملعب فرنسا في باريس، في الجولة النهائية حلت في المركز الحادي عشر بعدما تجاوزت ارتفاع 4.60 متر في المحاولة الثانية وثاني أفضل قفزة له في أولمبياد باريس. 